# Ovis aries

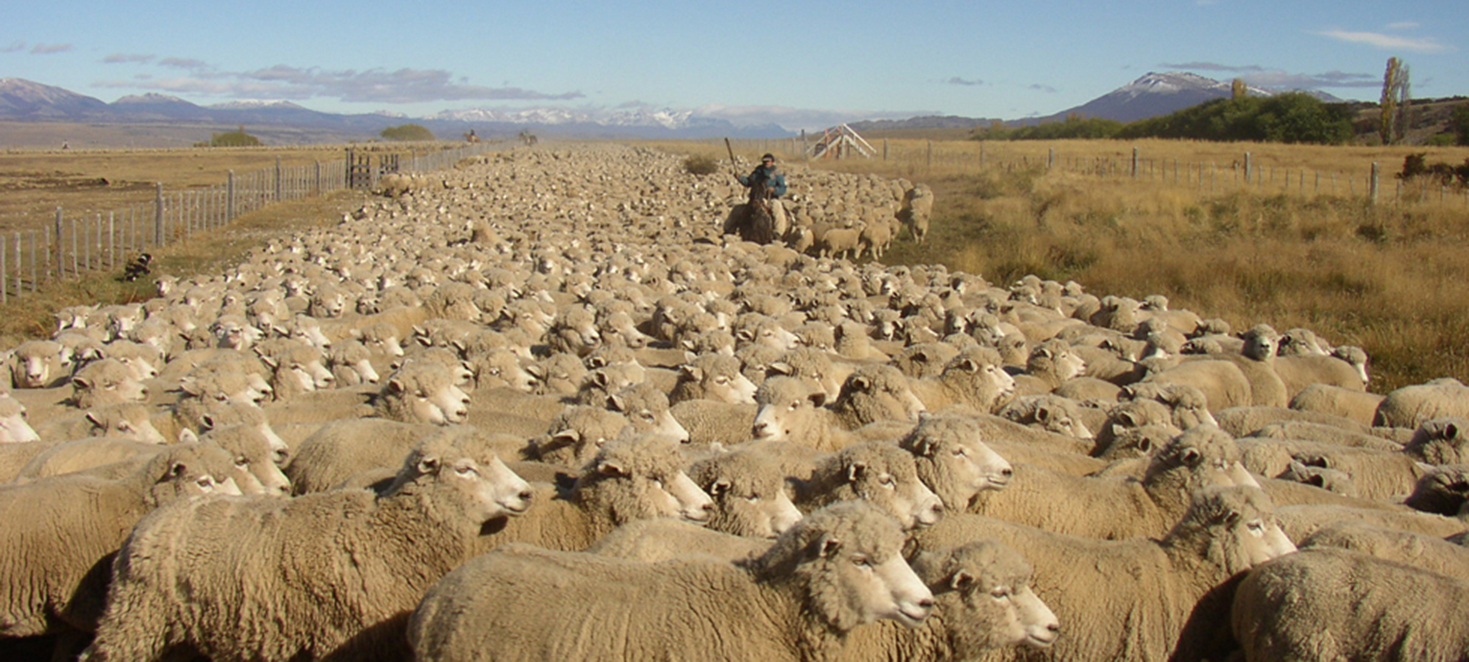
Gregge di pecore in Patagonia, in Argentina.

La pecora (Ovis aries Linnaeus, 1758) è un mammifero della famiglia dei Bovidae.

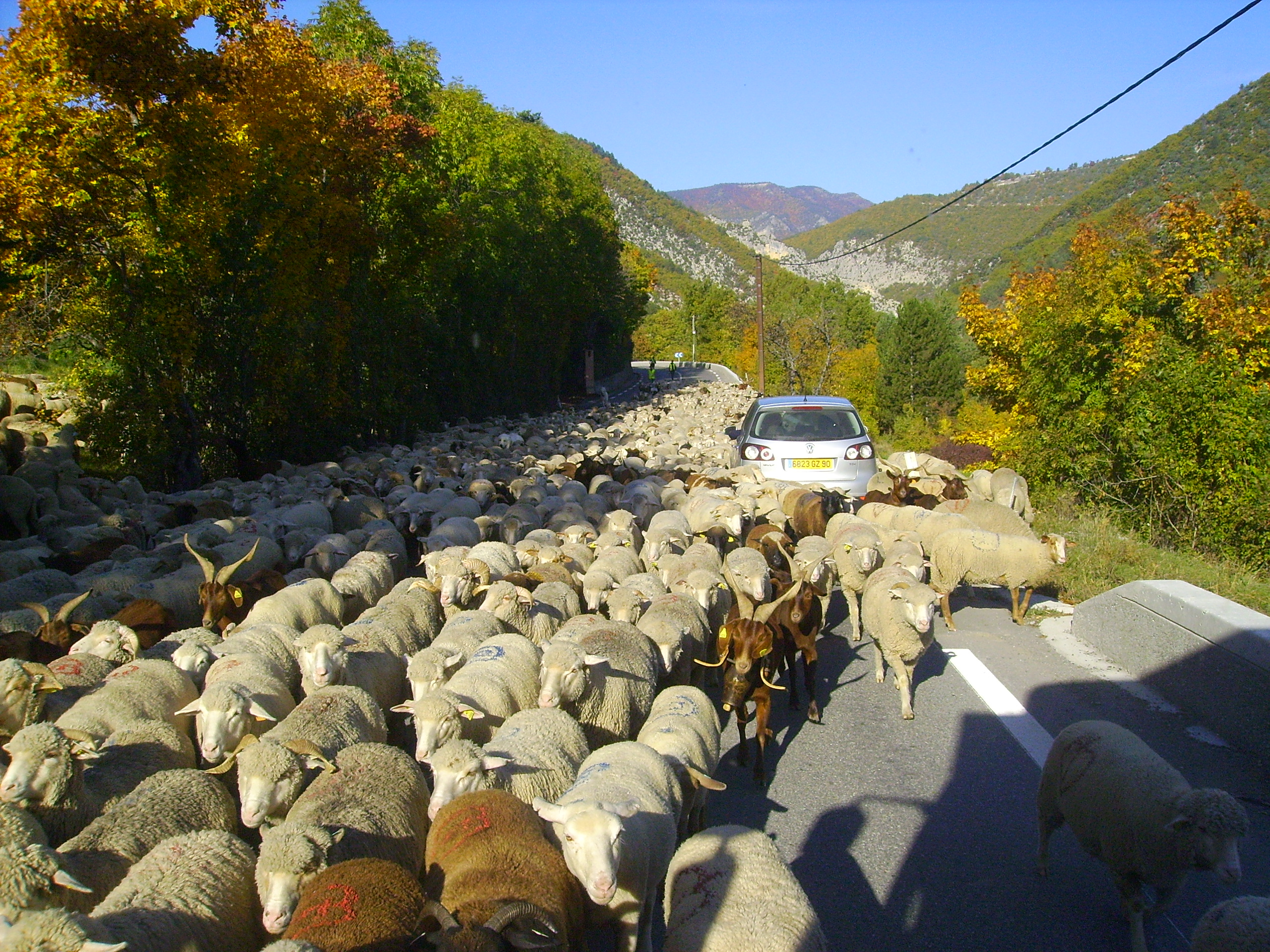
Gregge di pecore ad Annot, nella Provenza (Francia).

Il termine (lat. pecus "bestiame di piccolo taglio" passato poi a identificare un singolo animale) è riservato all'adulto femmina, il maschio della specie è chiamato montone o ariete, mentre il piccolo fino a un anno di età è denominato agnello.

## Descrizione
Si tratta di un animale addomesticato in epoca antichissima, diffuso attualmente in ogni continente. Vive principalmente in greggi, per gestire i quali l'uomo si affida spesso a cani pastore.
L'età di una pecora si stabilisce dal grado di usura degli incisivi, che come in tutti i bovidi sono presenti esclusivamente nella mandibola, mentre la mascella presenta nella zona corrispondente una formazione ossea continua. Gli agnelli, alla nascita, hanno otto denti da latte provvisori. A un anno i due incisivi frontali sono sostituiti da quelli permanenti; all'età di due anni si aggiungono altri due incisivi permanenti e fra i 3-4 anni si completa la dentizione permanente per arrivare intorno al quarto anno d'età agli otto incisivi definitivi.
È un mammifero perché allatta i suoi piccoli, un artiodattilo perché ha un numero pari di dita, un ruminante perché rumina il cibo, un cavicorno perché ha le corna vuote e un erbivoro perché si nutre solo di erbe.
È di carattere timido, ma, al contrario di quanto si possa pensare, è molto intelligente, dotata di buona memoria e facilità di apprendimento. Generalmente il vello delle pecore è marcatamente folto e fitto, estremamente riscaldante e di rapida crescita; è solitamente di colore bianco, biancastro, bianco sporco, talvolta anche nocciola. Spesso nei piccoli agnelli il pelo, non ancora lanoso, può essere transitoriamente molto scuro, quasi nero.

## Dimensioni
Le dimensioni delle pecore variano notevolmente in funzione dell'età, del sesso e della razza. Sono comunque approssimative, perché la quantità spesso ingente di lana rende difficoltosi questi test fisici. Le misure sono invece molto più chiare se l'animale è stato sottoposto alla tosatura. In linea di massima, la pecora raggiunge la massima lunghezza a un terzo circa della sua età (può vivere anche 16-19 anni), poco dopo essere maturata sessualmente. Il peso cambia in virtù delle medesime varianti, ma è generalmente paragonabile a quello di un essere umano, oscillando mediamente tra i 50 e i 100 kg. Raggiunge un'altezza alla spalla tra il 70 e 120 cm.

## Utilizzo

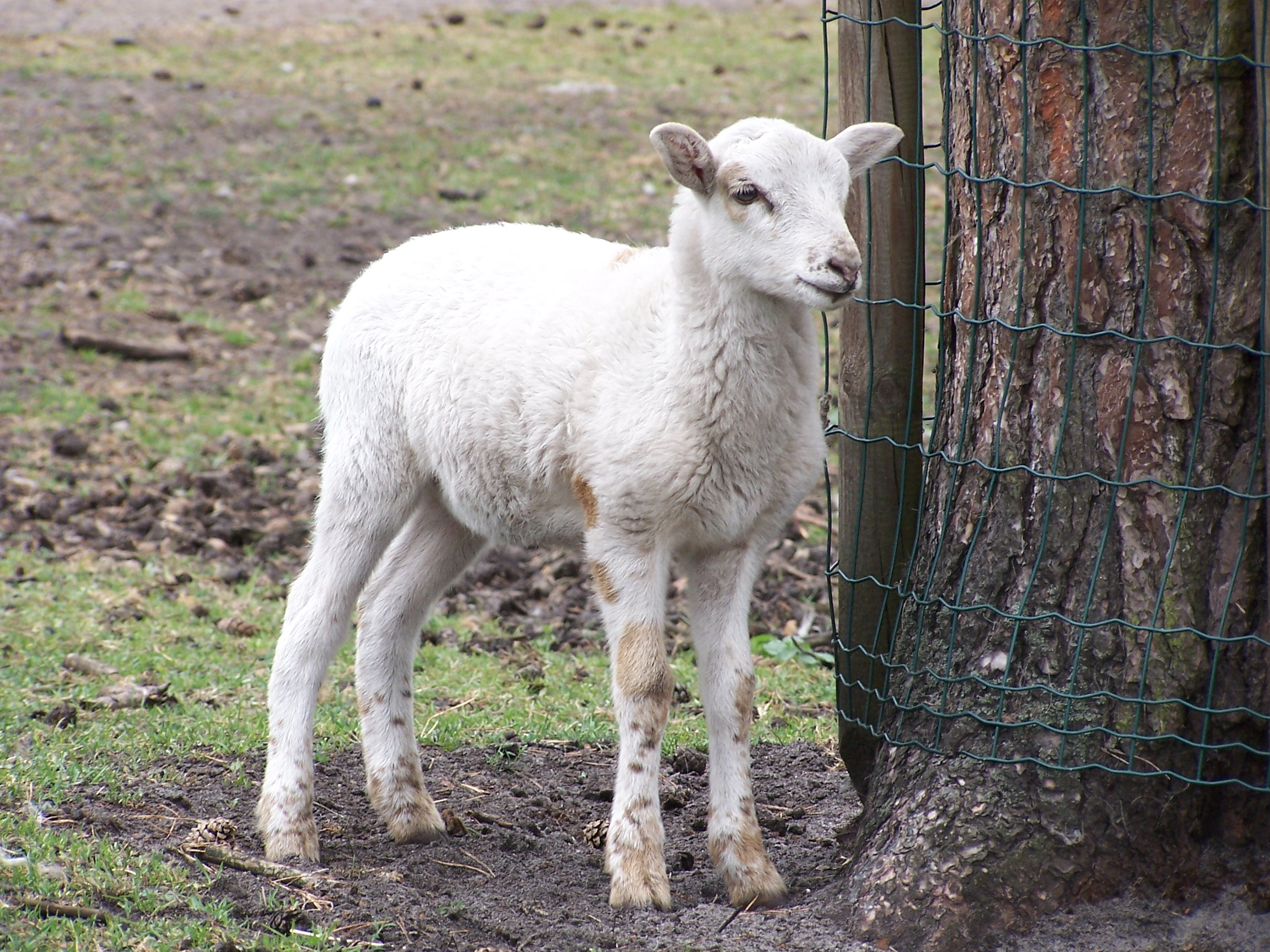
Agnello al Serengeti Park (Germania).

La pecora viene allevata per il latte, per la carne e per la lana e anche per il cuoio.
Per quanto riguarda l'Italia, la Sardegna occupa un ruolo importante nell'industria dell'allevamento di questi animali, ma essa è rilevante anche in Abruzzo, Molise, Lazio, Sicilia, Toscana, Campania, Basilicata, Marche e Calabria.
Nel mondo, l'allevamento delle pecore è molto diffuso in Australia (regioni del Nuovo Galles del Sud, Victoria e Australia Occidentale, dove l'importazione della qualità merinos ha portato all'esplosione del commercio dei prodotti degli ovini), in Nuova Zelanda (che ha importato moltissime specie americane), in Argentina (con un commercio indirizzato prevalentemente all'Europa) e in Sudafrica (con il commercio della carne delle specie locali).

### Carne
Gli agnelli vengono allevati principalmente per la carne, solo una parte viene infatti allevata per essere destinata alla riproduzione. È tradizione diffusa in molte zone d'Italia mangiare carne d'agnello nel giorno di Pasqua, l'agnello è del resto l'animale sacrificale per eccellenza nelle culture che si affacciano sul bacino del Mediterraneo. La carne di pecora ha un sapore forte e un odore pungente. Una delle regioni dove è più utilizzata la carne di questa specie è l'Abruzzo, i cui piatti comprendono la tradizionale pecora alla callara (o alla cottora) e gli arrosticini. In altre regioni, per preparare questi ultimi, veniva usato il cosiddetto "castrato", ovvero il maschio che ha subito la castrazione.
In molte zone dell'Italia centrale l'agnello da latte, cioè con poco più di un mese di vita, da molti preferito per la carne tenera, è chiamato abbacchio.

### Latte e formaggi
Il latte come bevanda è molto meno diffuso di quello di bovino, ma è largamente impiegato nell'industria casearia per la produzione di formaggio pecorino e ricotta. In particolare, il latte di pecora è più ricco di grassi e i suoi prodotti presentano un aroma marcato.

### Lana
La lana, il prodotto che deriva dalla tosatura del vello della pecora, è utilizzata fin dall'antichità come fibra tessile. La qualità differisce a seconda della razza dell'animale e della parte del corpo da cui proviene. Le razze più pregiate sono la Merino (presente in Spagna e in Australia), la Disheley Leicester (a lana lunga e molto soffice), la Lincoln e la Doron (rare e a lana corta). La lana viene accuratamente filata e lavorata con metodi piuttosto complessi, per venire poi utilizzata per fabbricare indumenti caldi, cuscini e materassi.

## Nella religione
L'agnello occupa un ruolo fondamentale in molte religioni, soprattutto nel cristianesimo: esso è infatti buono, mansueto, pacifico, sopporta le offese. Gesù Cristo è alle volte simboleggiato da questo animale, come nel caso dell'agnello pasquale: nel suo ruolo di vittima sacrificale per i peccati commessi dall'umanità, Gesù viene spesso riferito come Agnus Dei, l'agnello di Dio, che sopporta le offese e gli insulti, arrivando al sacrificio per lavare le colpe dell'umanità con il proprio sangue.